# Episodi di Farscape (quarta stagione)
La quarta stagione della serie televisiva Farscape ha esordito negli Stati Uniti d'America su SciFi Channel il 7 giugno 2002 e in Italia sul canale Jimmy il 17 maggio 2006.
| nº   | Titolo originale                         | Titolo italiano                                    | Prima TV USA     | Prima TV Italia |
| ---- | ---------------------------------------- | -------------------------------------------------- | ---------------- | --------------- |
| 4x01 | Crichton Kicks                           | Crichton si agita                                  | 7 giugno 2002    | 17 maggio 2006  |
| 4x02 | Sacrifice - What was lost P. 1           | Il sacrificio - Quel che è andato perduto P. 1     | 14 giugno 2002   | 18 maggio 2006  |
| 4x03 | Resurrection - What was lost P. 2        | Resurrezione - Quel che è andato perduto P. 2      | 21 giugno 2002   | 19 maggio 2006  |
| 4x04 | Lava's A Many Splendored Thing           | La lava è una cosa meravigliosa                    | 28 giugno 2002   | 22 maggio 2006  |
| 4x05 | Promises                                 | Promesse                                           | 12 luglio 2002   | 23 maggio 2006  |
| 4x06 | Natural Election                         | Elezione naturale                                  | 19 luglio 2002   | 24 maggio 2006  |
| 4x07 | John Quixote                             | John Chisciotte                                    | 26 luglio 2002   | 25 maggio 2006  |
| 4x08 | I Shrink Therefore I Am                  | Mi restringo, dunque esisto                        | 2 agosto 2002    | 27 maggio 2006  |
| 4x09 | A Perfect Murder                         | Delitto perfetto                                   | 9 agosto 2002    | 29 maggio 2006  |
| 4x10 | Coup by Clam                             | Colpo di stato al mollusco                         | 16 agosto 2002   | 30 maggio 2006  |
| 4x11 | Unrealized reality                       | Realtà irrealizzata                                | 23 agosto 2002   | 31 maggio 2006  |
| 4x12 | ' Kansas                                 | Kansas                                             | 10 gennaio 2003  | 1º giugno 2006  |
| 4x13 | Terra Firma                              | Terra Firma                                        | 17 gennaio 2003  | 2 giugno 2006   |
| 4x14 | Twice Shy                                | Non fidarsi è meglio                               | 24 gennaio 2003  | 5 giugno 2006   |
| 4x15 | Mental as Anything                       | Duello mentale                                     | 31 gennaio 2003  | 6 giugno 2006   |
| 4x16 | Bringing Home the Beacon                 | Dacci oggi il nostro faro quotidiano               | 7 febbraio 2003  | 7 giugno 2006   |
| 4x17 | A constellation of doubt                 | Una costellazione di dubbi                         | 14 febbraio 2003 | 8 giugno 2006   |
| 4x18 | Prayer                                   | Preghiera                                          | 21 febbraio 2003 | 9 giugno 2006   |
| 4x19 | Fetal attraction - We're so screwed P. 1 | Attrazione fetale - Siamo proprio fottuti P. 1     | 28 febbraio 2003 | 12 giugno 2006  |
| 4x20 | Hot To Katratzi - We're so screwed P. 2  | Nel cuore di Katratzi - Siamo proprio fottuti P. 2 | 7 marzo 2003     | 13 giugno 2006  |
| 4x21 | La bomba - We're so screwed P. 3         | La bomba - Siamo proprio fottuti P. 3              | 14 marzo 2003    | 14 giugno 2006  |
| 4x22 | Bad Timing                               | Pessimo tempismo                                   | 21 marzo 2003    | 15 giugno 2006  |

## Crichton si agita
- Titolo originale: Crichton Kicks
- Diretto da: Andrew Prowse
- Scritto da: David Kemper

### Trama
Dopo essere rimasto da solo nello spazio, Crichton trova rifugio su un vecchio leviatano morente, Ilak, in compagnia di una pilota e di un buffo DRD: 1812. E non ha mai smesso di scrivere le equazioni dei tunnel spaziali, quando la pilota lo informa che un velivolo di piccole dimensioni si sta avvicinando alla nave. Dopo essere “precipitata” all'interno del leviatano, dalla navetta esce una donna, a cui John punta una pistola contro. Si tratta di Sikosu Syala Shanti Sugaysi Shanu, che dice a John di essere inseguita da creature molto pericolose. Dal momento che non supporta i microbi traduttori, Sikosu chiede a John di parlarle in modo che lei possa apprenderne il linguaggio prima che arrivino i nemici. La pilota rileva un altro vascello ma di dimensioni molto più grandi. Silos chiede se la loro nave possa andare a starburst, ma sta morendo e perciò gli è impossibile, intanto, l'altra nave sperona il leviatano arrecando molti danni e gettando al suo interno dei fumi, ma John e Sikosu si riparano all'interno del modulo di Crichton. Gli alieni sono cacciatori di Tubrei, al che John le chiede più informazioni. Lei è stata assoldata per trovare navi leviatane adibite ad una sorta di caccia. John si rifugia nel suo subconscio, in compagnia di Harvey/Scorpius, su una spiaggia in riva al mare dove viene esortato a rimanere concentrato sui tunnel spaziali, quando vede Aeryn col pancione. Intanto, gli alieni sono scesi sul leviatano, armati fino ai denti in cerca di Sikosu, oltre che alla cavità Itan. John risveglia la pilota chiedendole se sia in grado di toglierglieli di mezzo, ma gli è impossibile, date le sue condizioni. Nel frattempo, John e Sikosu sono vicini al nemico e John tenta di intimorirli, ma questi, per tutta risposta, aprono il fuoco e gli mandano contro il segugio Grinz. Mentre stanno scappando, John apprende che Sikosu non è mai stata a bordo di un leviatano quando vengono attaccati e John rimane ferito ed in seguito medicato dalla donna, alla quale Crichton chiede collaborazione. Nel frattempo, gli alieni continuano a cercarli, quando John riceve un messaggio da Chiana e Rygel e venendo così localizzati e bloccati. Lindok cattura Sikosu e la vuole uccidere, ma John la salva e scappano, ma gli altri sono fuori ad aspettarli ed aprono il fuoco, che riescono ad evitare, ma il Grinz li attacca e strappa una mano a Sikosu. Intanto, Chiana e Rygel sono saliti a bordo del leviatano e la ragazza accusa John di essere il suo problema, mostrandogli un faro messaggio dove Grayza offre una lauta ricompensa per ogni compagno di John in fuga. Al che, John gli dice che ha scoperto come funzionano i tunnel spaziali e che presto li riporterà tutti a casa. Poi manda Rygel a recuperare la mano di Sikosu, mentre lui e Chiana vanno a cercare il Grinz. Chiana spiega a Crichton che le sue visioni si sono evolute, ma questo le ha procurato un sacco di guai, tanto da farla finire in prigione e venire torturata, oltre che a causargli dei terribili mal di testa e uno stato di cecità che dura sempre più a lungo. John le promette che riuscirà a trovarle una cura. Rygel ha localizzato il nemico, mentre John è tornato nel suo subconscio con Aeryn e il loro futuro bambino. Rygel ha raggiunto John con la mano di Sikosu, mentre quest'ultima si sta accordando con uno dei cattivi, ma Chiana li vede e lo uccide, arrivando poi a picchiarsi con Sikosu, quando arriva John e le divide. Chiana gli fa notare che la donna ha con sé valuta scarram, ma lei si difende dicendo che non è una scarram, ma una Kadish, ed è normale avere quella valuta in quell'angolo di spazio, e che comunque stava comprando una nave per poter lasciare il leviatano. Intanto, gli alieni hanno trovato la cavità Itan, la nave è ormai spacciata e i quattro devono trovare una soluzione. Chiana e Sikosu continuano a litigare, mentre Rygel intercetta il Grinz e corre a nascondersi e avvicinandolo a John che sta preparando la trappola. Dopo aver messo al sicuro il suo DRD, attira a sé il Grinz e, con molta astuzia, lo fa finire nello spazio riuscendo a salvarsi. Intanto, Sikosu viene trovata da Lindok, col quale sembra avere un accordo e, dopo che se n'è andato, viene presa da John e portata dalla pilota, Rygel e Chiana, accusandola di essere un'assassina di leviatani, ma invece di ucciderla la mette di fronte ad una scelta, o li aiuta o sarà peggio per lei. John organizza il piano che ha inizio, quando Chiana ha una visione del presente, ma perde la vista, riuscendo comunque a riferire a Sikosu ciò che ha visto e quest'ultima riferisce a John la sequenza con cui dovrà colpire dei condotti. Le due donne cadono giù, mentre tutti sparano all'impazzata. John fa centro e riesce ad eliminare tutti i nemici, ma la corda a cui è appeso si spezza e finisce di sotto, rimanendo illeso. John propone a Sikosu di unirsi a loro, ma lei è intenzionata a ritornare alla sua vita. Poi John ringrazia la pilota che, per tutta risposta, lo ringrazia a sua volta e gli dice che accompagnerà lui e i suoi amici al pianeta dove pensa siano gli altri. John torna con la mente da Aeryn, ma sarà l'ultima volta, perché la cosa lo fa stare troppo male, dopodiché ritorna alla realtà dove, in compagnia del suo DRD si rimette a scrivere equazioni.
- Guest Star: Raelee Hill; Peter Whittle

## Il sacrificio - Quel che è andato perduto Parte1
- Titolo originale: Sacrifice - What was lost P. 1
- Diretto da: Rowan Woods
- Scritto da: Justin Monjo

### Trama
John, Chiana, Rygel e Sikosu stanno raggiungendo il pianeta Arnesk a bordo del leviatano Ilak, nonostante la pilota gli dice che quel posto è invivibile e dai sensori non risulta alcun segno di vita. John e Chiana sono scesi a dare un'occhiata, quando la ragazza ha una strana sensazione e di lì a poco vengono fermati da un alieno, Tarnat, che deve proteggere lo scavo e scambia John per un pacificatore e lo vuole disarmare quando da dietro di lui arrivano D'Argo e Jool. Joh chiede se hanno notizie di Aeryn, Moya e Pilota, ma non ne sanno niente. Jool è al settimo cielo e mostra a John e Chiana il luogo e gli mostra i sensori per campi elettromagnetici e la loro funzione, ma Chiana trova il modo di irritare Jool, dopodiché se ne va. John vorrebbe andare a cercare Noranti, chiamata da Chiana “grinzetta”, ma Jool gli dice che la sta già cercando D'Argo. Chiana è in uno scavo e viene raggiunta da D'Argo. Jool, intanto, parla a John degli abitanti di quel posto quando vengono raggiunti dall'istruttore Vella, che gli racconta le virtù di quel luogo sacro, e che sono alla ricerca del “triangolo” che, associato a tre sonde Darnaz, dovrebbe essere in grado di stabilizzare l'elettromagnetismo. La donna possiede già due sonde, che tiene ben nascoste. Nel frattempo, Chiana si dimostra gelosa nei confronti di Jool per tutto il tempo che ha trascorso in compagnia di D'Argo. Intanto, John contatta Rygel e questi lo informa dell'imminente morte del leviatano, ma la comunicazione si interrompe e Sikosu tenta di riattivare il modulo di John. Sulla portaerei dei pacificatori, Grayza sta torturando Scorpius affinché gli dica tutto ciò che sa a proposito di Crichton che, nel frattempo, sta cercando Noranti e la trova in compagnia di una strana creatura. La donna sembra non riconoscerlo, ma poi si ricorda e John le chiede cos'è successo a Moya dopo che sono finiti nel tunnel spaziale, ma lei gli dice di chiederlo a Pilota, anche se a John, ciò che interessa veramente, è solo sapere qualcosa del bambino che aspetta Aeryn. Noranti gli porge una pianta, il laka, da inalare, che serve a far dimenticare, ma John la rifiuta, poi gli dice d'andare da Vella. Nel frattempo, Jool e D'Argo parlano della possibilità di quest'ultimo di partire insieme a John quando rinvengono qualcosa dallo scavo e arriva Vella che gli mostra la doppia funzione dello scavatore, una potentissima arma. Sulla portaerei, intanto, Grayza usa il suo fluido corporeo per sottomettere Braca al suo volere, per poi dirgli che loro due con Scorpius e altri venti pacificatori, scenderanno sul pianeta e che, dal momento che tutti lo cercano e tutti lo vogliono, cercherà di farsi “amico” Crichton. Sul pianeta, Jool e Vella aprono un lotto Jardish, molto pericoloso e che può anche accecare, e si ritrovano a parlare di D'Argo che le sta ascoltando non visto. John è in piedi davanti alla scogliera quando arriva Noranti con Tarnat e la donna gli chiede di ucciderlo, dal momento che hanno intenzione di usare le sonde per creare un'arma, ma John si limita solo a tramortirlo, al che, Noranti soffia in faccia a John la polvere per potergli mostrare il mondo antico che i profanatori vogliono distruggere. Nella sua allucinazione, John vede le tre sonde esplodere e il luogo esatto dove si trovano, dopodiché si addormenta e si risveglia nel mare, tratto in salvo dalla creatura, che in un primo momento lo spaventa a morte. La creatura gli dice che devono fermare Noranti, prima che uccida Vella, dato che gli ha rubato la pistola. Intanto, Rygel cerca di tenere calma la pilota. D'Argo chiede a Jool perché, quando Vella parlava male di lui lei non lo ha difeso prendendo le sue parti. Nel frattempo, Sikosu ha riparato il modulo. D'Argo dice a Jool che se si trovasse nella sua situazione, lui la difenderebbe sempre e comunque. Intanto, Noranti ha la pistola di John e cerca Vella per ucciderla, mentre John la cerca e D'Argo trova l'incisore a terra. Vella viene uccisa da qualcuno che conosce. John la trova quando gli arriva D'Argo alle spalle e blocca la creatura. Chiana e Jool li raggiungono. Noranti è fuori dallo scavo che prega per lo spirito di Vella. Intanto, sul leviatano, Rygel vorrebbe salire sul modulo con Jool, ma lo obbliga a rimanere lì, mentre lei scende sul pianeta per cercare di avvisarli dell'imminente arrivo dei pacificatori. John è con Tarnat quando trova sepolto nella terra un triangolo che presenta delle incisioni sebaceane che John identifica come geroglifici egiziani e supponendo ci possa essere una connessione tra i due popoli. Silos raggiunge D'Argo e insieme devono studiare un piano per liberare John, Chiana, Jool e Noranti che sono stati catturati da Grayza che, nel frattempo, ordina a Braca di portare Scorpius davanti a John e lo obbliga a leccargli le scarpe e dicendo a John che può fargli tutto ciò che vuole, dopodiché tocca il viso di John con i suoi fluidi e lui la bacia, poi la donna esce. Sul leviatano, Rygel risveglia la pilota dicendole che devono assolutamente mandare un messaggio criptato a Moya per dirgli di non avvicinarsi al pianeta finché ci saranno i pacificatori, ma sarà un'impresa ardua. Grayza e Braca hanno poco tempo per lasciare quel pianeta, poi la donna gli ordina di inserire nella testa di Scorpius una fiala verde, che gli impedisce di muoversi liberamente. Intanto, la creatura è entrata in possesso delle due sonde Darnaz. Chiana, Jool e Nranti sono tenute prigioniere e quest'ultima vorrebbe uscire. Chiana si offre di aiutarla. John è con Grayza, ormai ne è succube. Noranti è libera e raggiunge John sulla scogliera e gli parla dell'oggetto che ha ritrovato, poi si informa se Grayza ne è al corrente e, saputo da Crichton che la donna non sa niente, gli soffia di nuovo la polvere in faccia facendogli avere altre visioni e inducendolo a gettarsi dalla scogliera per ucciderlo, in modo che non riveli il segreto a nessuno, sotto lo sguardo impotente di Braca.
- Guest Star: Tammy Macintosh; Raelee Hill; Melissa Jaffer; Rebecca Riggs; David Franklin; Steve Le Marquand; Elizabeth Alexander

## Resurrezione - Quel che è andato perduto Parte2
- Titolo originale: Resurrection - What was lost P. 2
- Diretto da: Rowan Woods
- Scritto da: Justin Monjo

### Trama
Dopo essersi gettato in mare, il corpo di John galleggia privo di sensi ma, quando si riprende, viene trascinato via dalla creatura e portato nel suo rifugio all'interno della struttura, dove lo accusa di stare con Grayza e di volerle dare le sonde. John gli dice che le cose non stanno così, e lui sa dov'è nascosta la terza sonda, al che, la creatura cerca di farselo dire con la forza quando arrivano D'Argo e Sikosu che lo fermano. Entrambi notano che John emano un tremendo odore e Sikosu capisce che si tratta di “olio eppel”, sostanza prodotta da una ghiandola che possiedono le concubine D'Ellos, quest'olio bersaglia le zone erogene facendo fare di tutto e di più. John non vuol avere più niente a che fare con Grayza, ma D'Argo gli dice che ha un piano e questo prevede che lui veda di nuovo la donna, ma non lo vogliono mettere a conoscenza di cosa si tratta per paura che mandi tutto a monte, dopodiché, D'Argo lo tramortisce con la sua lingua e Crichton viene ritrovato dai pacificatori privo di sensi su uno scoglio e portato da Grayza, che vuole sapere perché gli scarram lo vogliono e in cambio è disposta ad aiutarlo a ritrovare Aeryn. Intanto, in cella, Chiana aggredisce Noranti per ciò che ha fatto a Crichton, mentre Jool nota che i sensori stanno cambiando colore, e questo significa che, se non lasceranno il pianeta entro breve, saranno tutti morti arrostiti. Silos scende nelle celle per parlare con Braca. Intanto, D'Argo è salito a bordo del leviatano per spiegare a Rygel il suo piano. Che quest'ultimo è convinto fallirà. John si trova con Grayza e le spiega perché non sempre i tunnel spaziali sono visibili, quando Braca li interrompe e fa portare nella stanza Sikosu, dopodiché, Grayza dice a John che i suoi uomini stanno cercando D'Argo e che il suo piano è fallito. John la accusa di essere la tirapiedi di Scorpius, al che lo porta fuori e gli fa scavare una buca bella grande e poi fa portare Scorpius e dice a John di sparargli, ma lui non lo fa e ci pensa Braca. Scorpius cade dentro la buca e Sikosu viene gettata dentro con lui e Grayza ordina di ucciderla, ma Scorpius dice alla ragazza di pronunciare una parola: “Skernak”, termine che appartiene al direttivo speciale, e così si salva, ma ordina che Scorpius venga seppellito. I pacificatori continuano a cercare D'Argo che si mette in contatto con Rygel che aspetta che gli dia il via al piano. Ilak si dovrà schiantare sui moroder dei pacificatori, intanto Rygel aiutato dai DRD sta sistemando una navetta per mettersi in salvo. John è di nuovo con Grayza, mentre D'Argo si trova a combattere con i pacificatori. Nel frattempo, Sikosu entra nella cella di Chiana e Jool e le due l'aggrediscono accusandola di essere una traditrice, in realtà, sta solo eseguendo il piano di D'Argo e, una volta che le ha convinte, riescono a liberarsi. Intanto, un pacificatore trova le sonde, ma la creatura lo uccide. John dice a Grayza di aver trovato la piramide sepolta sul pianeta e la donna si convince che ci sia una connessione tra le loro specie. John cattura laka per liberarsi del controllo della donna, mentre D'Argo comunica a Rygel di preparare il conto alla rovescia. Rygel ringrazia la pilota e la nave per tutto l'aiuto che gli hanno dato. John è riuscito a legare Grayza durante un “giochino”, mentre il leviatano ha già cominciato la discesa. John riceve il segnale di D'Argo e abbandona lì la donna legata. Mentre sta uscendo viene raggiunto da Braca e i suoi uomini che iniziano a sparargli contro e la pistola di John non funziona più. Rygel cerca di rallentare la discesa del leviatano, mentre d'Argo ha dei problemi alla sua navetta causati dal magnetismo. Chiana, Jool e Sikosu vanno ad aiutare John mentre Noranti va da D'Argo. Grazie all'intervento delle tre ragazze, John riesce a liberarsi, mentre Braca raggiunge Grayza e il leviatano è entrato ormai nella stratosfera. John e le ragazze devono ritornare dentro, mentre Rygel cerca di riportare su il leviatano per dar tempo agli altri di raggiungere la navetta di D'Argo. Rygel si mette in salvo sulla navetta e D'Argo riesce a partire con tutti gli altri appena in tempo prima che il leviatano precipiti sui moroder distruggendone due su tre. D'Argo riatterra senza essere visto sul pianeta mentre il magnetismo si sta accentuando. Braca vorrebbe aspettare la portaerei, ma Grayza vuole riprendere John e quindi si lanciano all'inseguimento, non sapendo che, in realtà, si tratta di una sonda lanciata da D'Argo. Intanto, Noranti viene catturata dalla creatura che vuole sapere dove si trovi la terza sonda, anche John la sta cercando e si imbatte proprio nella nonnina e nella creatura, da cui viene colpito per sapere dov'è la sonda. John lo porta nel luogo dove si trova la sonda e riescono a prenderla, ma la creatura, alla fine, riesce ad impossessarsene e a gettarsi in mare. Noranti, per costringere John ad inseguirlo per riprenderla, getta in mare la sua “Wynona”. I due combattono e John ha la peggio, ma il pronto intervento di Chiana che uccide la creatura, salva John che recupera sonda e pistola. Chiana, John e Jool vanno a posizionare le sonde, a circa seicento metri l'una dall'altra. In un primo momento non succede niente, ma d'un tratto si alzano da terra e volano nel cielo sprigionando una luce ed un suono assordante, interrompendo il campo magnetico. John si accorge che è riapparso qualcosa, si tratta dell'antico Tempio perduto, con tutti i suoi sacerdoti che sono rimasti come ibernati per tutto il tempo. John non sa cosa debbano fare, se rimanere lì oppure andarsene, D'Argo dice che la decisione spetta a Jool, il nuovo istruttore. Jool verrebbe che John rimanesse, ma lui deve cercare Aeryn, dopodiché si salutano. D'Argo è l'ultimo a congedarsi da Jool, la quale si scusa con lui per non averlo difeso con Vella. Alla fine i due si baciano e poi D'Argo se ne va. Intanto, sulla portaerei, Grayza minaccia Braca che, se mai qualcuno dovesse prendersi gioco di lei per l'umiliazione inflittagli dai prigionieri, lui ne risponderà con la vita. Tutti sono a bordo della navetta di D'Argo, tranne John, che viene trascinato sul modulo, in attesa di ricongiungersi con Moya e Pilota.
- Guest Star: Tammy Macintosh; Raelee Hill; Melissa Jaffer; Rebecca Riggs; David Franklin; Steve Le Marquand

## La lava è una cosa meravigliosa
- Titolo originale: Lava's A Many Splendored Thing
- Diretto da: Michael Pattinson
- Scritto da: Michael Miller

### Trama
D'Argo e gli altri sono ancora in attesa di ritrovare Moya che non ha ancora risposta a nessuna delle loro chiamate. Rygel vorrebbe che atterrassero sul pianeta sottostante perché ha fame, quando Noranti preleva del “ginnak”, un ricostituente, direttamente dal suo stomaco che, secondo John, sa di pollo. Una volta atterrati sul pianeta, tutti danno di stomaco a causa del ginnak. Rygel si è allontanato ed è entrato in un “buco”. John e D'Argo lo vanno a cercare. All'interno di quell'antro, ci sono parecchie casse contenenti oggetti preziosi, che appartengono senz'altro a qualcuno. I segni sulle casse ricordano qualcosa a Noranti, quando Rygel, per prendere alcuni oggetti, rimane intrappolato nell'ambra e vuole che John lo liberi subito. Quest'ultimo sente dei rumori, qualcuno sta andando nella loro direzione, mentre Noranti capisce che quelle casse appartengono ai Tarkan, un popolo buono, generoso e pacifico. D'Argo li vorrebbe attaccare, mentre John lo invita alla cautela, quando i due si accorgono di Rygel che gli dice di essere solo e se lo possono liberare. Loro chiamano i compagni che li stanno raggiungendo. Appena arrivati, Noranti esce allo scoperto presentandosi e dicendogli che non sono soli, ma ci sono anche John e D'Argo e li fa uscire, ma i Tarkan cominciano a sparare. John e D'Argo rispondono al fuoco, ma i Tarkan indossano un corpetto che li protegge dagli spari ad impulso. Rygel viene infilato in una sorta di ascensore e si ritrova in un'altra stanza. Intanto Chiana e Sikosu sono rimaste all'esterno e cercano un modo di aiutare i loro amici. Rygel si ritrova davanti ad una creatura, un certo Rakil, che esce dalla lava con una cassa. Noranti vorrebbe trattare con i Tarkan, che reputa brava gente. Rygel è in pericolo, quando un Tarkan contatta Rakil chiedendogli aiuto. Noranti si addormenta e i tre si ritrovano intrappolati nella cavità inferiore. Rakil ordina a un suo uomo di sparare contro delle scritte viola da cui inizia a sgorgare dalla lava che continua a salire. L'unico modo che hanno di salvarsi è saltare dall'altra parte della roccia. D'Argo lancia Noranti e poi John. Lui sta per cadere ma alla fine si salva. Sikosu e Chiana sono salite a bordo della navetta di D'Argo e Sikosu dà dello stupido a D'Argo per non aver modificato le disposizioni di attivazione della nave, quando a Chiana viene un'idea, usare il vomito di D'Argo che contiene il suo DNA. Nel frattempo, Rygel chiama John e D'Argo perché lo librino prima che muoia. Rakil parla con John e Noranti e cercano di accordarsi. John gli chiede di liberare Rygel e Rakil gli manda incontro i suoi uomini, ma né John né D'Argo si fidano di lui ed escogitano un piano per rubargli i corpetti, ma D'Argo non sembra convinto del piano di John e Noranti si offre di aiutarli. Chiana e Sikosu cercano il vomito di D'Argo e lo trovano. Risalite a bordo, Chiana prende il controllo della situazione, dal momento che è lei che ha intinto le mani nel vomito, e inizia a premere alcuni bottoni. Intanto, Noranti ha preparato una polvere per neutralizzare gli uomini di Rakil. La donna gli va incontro e, sotto l'effetto della polvere, vedono in lei una stupenda aliena, mentre da dietro arrivano John e D'Argo che li mettono al tappeto e gli prendono i corpetti. All'esterno, anche Sikosu ha intinto le mani nel vomito e ora sta tentando di attivare il cannone, ma invece la nave si alza da terra per poi riatterrare. John indossa il corpetto e D'Argo, per vedere se funziona, gli spara contro e ne rimane illeso. Noranti rimane sul posto mentre John e D'Argo con i prigionieri vanno da Rakil e gli propongono uno scambio, i suoi uomini per Rygel, ma questi li uccide dicendo che loro non hanno niente a che fare con i Tarkan e si trovano lì solo per derubarli. John cerca di fargli capire che a loro non importa perché siano lì, quando dall'esterno, Sikosu e Chiana riescono a far funzionare il cannone e sparano contro la struttura. Un uomo di Rakil pensa che i Tarkan siano tornati indietro e John gli dice che sono la loro squadra e sono arrivati in loro soccorso. Chiana vuole scendere per vedere com'è la situazione, mentre Sikosu cerca di occultare la nave. Noranti ascolta una conversazione tra Rakil e uno dei suoi uomini, mentre Chiana riesce ad entrare. John e D'Argo propongono alla guardia di unirsi a loro, ma alla fine lo tramortiscono e cercano di liberare Rygel. Silos riesce ad occultare la nave appena in tempo, prima che Rakil la veda. Un uomo di Rakil attacca John ma finisce nella lava portandosi dietro Rygel. Per recuperarlo, John vuole utilizzare il corpetto come scudo protettivo, ma dovrà continuare a spararsi addosso per attivarlo. Intanto, Rakil ordina di caricare quante più casse possibili sulla nave per poi andarsene. Chiana ha raggiunto Noranti che vuole avvisare i veri Tarkan e informarli di quanto sta accadendo, ma Chiana la lascia da sola. John sta cercando Rygel nella lava, mentre D'Argo si trova ad affrontare un uomo di Rakil che raggiunge John e lo attacca proprio quando aveva ritrovato Rygel. Durante la lotta, John perde “Wynona”. D'Argo uccide il suo avversario, mentre John viene raggiunto da Chiana alla quale chiede di sparargli addosso e riuscendo così ad imprigionare Rakil nell'ambra. Ritrova Rygel e riesce finalmente a liberarlo, quando arrivano i veri Tarkan accompagnati da Noranti. I Tarkan li lasciano andare a patto che si portino via Rygel e regalano a John un corpetto. Una volta risaliti a bordo della nave di D'Argo ricevono una comunicazione, è di Pilota che gli dà le coordinate per raggiungere Moya che li sta aspettando.
- Guest Star: Raelee Hill; Melissa Jaffer; John Adam; Jack Finsterer

## Promesse
- Titolo originale: Promises
- Diretto da: Geoff Bennett
- Scritto da: Richard Manning

### Trama
La nave di D'Argo è nel punto d'incontro con Moya, quando gli appare davanti più bella che mai. Pilota dice loro di essere stati esaminati da qualcuno, ma di non sapere chi fossero. John, pensando che queste entità si trovino ancora a bordo, decide di scendere per primo in avanscoperta ma si trova davanti ad Aeryn, che gli dice di aver ha contratto il delirio termico, e gli fa promettere di non uccidere la persona che l'ha salvata, Scorpius, dandole una tuta refrigerante, ma alla sua vista, John e D'Argo imbracciano le armi. Non è morto come pensavano. Aeryn minaccia John di andarsene se non abbasseranno le armi. Scorpius chiede solo asilo a bordo di Moya, e vuole portare Aeryn a riposare, ma John la fa accompagnare da Chiana, ma non prima che abbia promesso di non far del male a Scorpius. Suo malgrado è costretto a prometterglielo. Rimasti da soli, John vuole sapere da Scorpius cos'ha fatto ad Aeryn, ma lui gli risponde di averla salvata. L'aveva trovata a bordo del suo predatore alla deriva già in preda al delirio termico e che si trova lì per proteggerli, ma né John né D'Argo gli credono e John si ritrova a parlare con Harvey/Scorpius, che gli propone di uccidere Scorpius una volta per tutte. Intanto, Rygel getta a terra alcune barre refrigeranti di Scorpius, ma John lo ferma perché potrebbero servire ad Aeryn. John mette dei DRD a sorvegliare l'”ospite”. Al centro comandi, Sikosu fa la conoscenza di Pilota e inizia ad impartirgli ordini, ma arriva Chiana e le due finiscono per discutere da subito di Scorpius. John parla con D'Argo e si sente in colpa per averla lasciata andare via da sola e pensa che quello che ha glielo ha causato Scorpius. Dopodiché va da Aeryn, che si trova in una stanza molto fredda che le ha trovato Scorpius, per l'appunto. Pilota comunica che una nave si sta avvicinando a loro e che non possono partire a starburst per via della massa molto grande di quest'ultima. Dalla nave si inseriscono nelle comunicazioni di Moya e si presenta Ullom, di Primo Lukitian, che accusa Aeryn di essere un'assassina e che sa che sta male, ma se vuole il vaccino dovrà dargli i nomi degli uomini che ha pagato per uccidere la sua gente. John vorrebbe sapere da Aeryn cosa sta succedendo, ma lei gli dice che non può dirgli niente, poiché ha fatto una promessa. John vorrebbe che Rygel facesse da mediatore, ma questi non sente ragioni. Nel frattempo, sulla portaerei di Grayza, hanno messo a punto un proiettile in grado di agganciare il segnale leviatano e distruggerlo, ma Braca rallenta il suo utilizzo perché vuol essere sicuro che funzioni, ma Grayza non è d'accordo con la sua decisione. Intanto, John e D'Argo sono saliti a bordo della nave lukitiana, dove scoprono che Ullom utilizza degli ologrammi e ribadisce le accuse contro Aeryn di essere arrivata sul suo pianeta ed essere entrata nella stanza del governo e aver ucciso il primo Lukitian. Su Moya, intanto, Noranti e Chiana sono nella stanza di Aeryn e vorrebbero aiutarla, ma vengono colpite da quest'ultima che si reca al centro comandi dove manda via Sikosu e si mette in contatto con Ullom perché non se la prenda con John e gli altri, poi tenta di suicidarsi ma viene fermata da Rygel. Ullom minaccia John di mandare i suoi uomini a bordo di Moya, ma John riesce a prendere tempo. Intanto Sikosu va da Scorpius per chiedergli perché l'abbia salvata, e lui le dice che avrebbe avuto bisogno di lei e del suo aiuto in futuro. Silos vuole sapere il motivo per cui si trova a bordo proprio di Moya, e Scorpius le dice che si trova lì per proteggere Crichton, che in quel momento si trova da Aeryn e alla fine discutono su quanto ha fatto. Sulla portaerei, intanto, i moroder hanno intercettato un leviatano, con molta probabilità Moya, e Braca si offre di pilotare il predatore con a bordo l'arma. John discute con Harvey/Scorpius, mentre Sikosu si trova con Scorpius quando vengono raggiunti da John che accusa la donna di essere sempre stata d'accordo con lui. Scorpius gli parla del clone neurale, nonostante John neghi, e si offre di rimuoverglielo. John dà la sua pistola a Sikosu e poi torna da Harvey/Scorpius, che vuole uccidere, nonostante questi tenti di fargli cambiare idea. Scorpius colpisce John alla nuca e contemporaneamente lui spara a Harvey/Scorpius, dopodiché non lo sente più, se n'è andato. John chiede aiuto a Scorpius, che gli dice dell'arma dei pacificatori che arriveranno tra pochi arn, e che una volta agganciato il segnale di Moya è in grado di seguirla anche durante lo starburst. Silos ha trovato delle anomalie e con John hanno un piano per deviare l'arma da Moya. D'Argo, John, Sikosu e Aeryn salgono a bordo dei lukitiani dicendo che la donna gli darà i nomi che vogliono a patto che loro le diano prima l'antidoto. Intanto Braca si sta avvicinando al leviatano e l'arma è operativa. Dopo che Aeryn ha ricevuto il vaccino, iniziano a sparare, ma sono ologrammi, e Aeryn sfida Ullom ad uscire allo scoperto, ma questi le compare alle spalle e le spara, ma John le aveva fatto indossare il corpetto e sparano al supporto vitale di Ullum. Sikosu gli toglie dalle mani un “orbo” di controllo, altri non è che un'interfaccia neurale, che John le dice di indossare e la donna inizia a prenderne confidenza. John contatta Scorpius per farsi dire cosa fare. Silos tenta di ricreare un ologramma di Moya che abbia una traccia bioneurale leviatana, in modo che l'arma l'agganci evitando la loro nave. Ma per attuare il piano, Pilota dovrà far morire Moya per il tempo necessario affinché l'arma agganci il falso segnale. Braca arriva ma ha una falsa lettura, una volta disattivata Moya, braca fa fuoco sulle nuove coordinata dategli dalla portaerei. Una volta libatisi dell'arma, Pilota tenta di rianimare Moya e, dopo alcuni tentativi ci riesce, ma l'altra nave esplode. D'Argo e gli altri sono a bordo e Moya parte a starburst, facendo infuriare Grayza. Una volta al sicuro, John va da Scorpius per farsi dire se ha fatto qualcosa ad Aeryn, ma lui dice che l'ha solo aiutata, e poi vuole sapere se sa veramente dov'è la Terra, e lui gli dice di sì, ma che nessun altro lo sa, dal momento che ha distrutto tutti i dati disponibili e che ora può decidere se utilizzare queste informazioni per tornare a casa oppure ucciderlo. Intanto, Chiana è da Pilota e gli esprime la sua gioia per essere di nuovo con lui e Moya, ma Pilota le dice di non gradire molto la nuova arrivata, Sikosu, e di sentire molto la mancanza di Jool, e che con Moya hanno preso una decisione, dovranno decidere chi di loro sarà il portavoce di tutti, un capitano, e Chiana gli promette che ne parlerà con gli altri e metteranno la scelta ai voti. Nel frattempo, Aeryn è con John e sta meglio, e ha intenzione di rimanere su Moya, ma John la rimprovera di non avergli detto che aspettava un bambino.
- Guest Star: Raelee Hill; Melissa Jaffer; Rebecca Riggs; David Franklin; Richard Carter

## Elezione naturale
- Titolo originale: Natural Election
- Diretto da: Ian Watson
- Scritto da: Sophie C. Hopkins

### Trama
Aeryn e Rygel discutono per via di John che è convinto che un tunnel spaziale si stia per formare davanti a loro, quando ne annuncia l'arrivo con un conto alla rovescia ma, alla fine, non succede niente. Scorpius è con Sikosu, mentre Pilota chiede a Rygel la direzione che devono prendere, dal momento che è il suo turno come capitano. Intanto, Aeryn chiede a John di potergli parlare in privato nel suo alloggio quando si apre un tunnel spaziale. Subito dopo su Moya avviene un'esplosione e la nave riporta ingenti danni e Rygel nota che le stelle intorno a loro sono sparite improvvisamente. Tutti sono alle prese con le riparazioni della nave che si agita molto e Pilota dice che qualcosa li ha colpiti e decidono d'andare a controllare che non ci siano brecce. John chiama Noranti, ma questa non le risponde, ma è viva e capisce che Moya è infestata dalle piante e lo comunica agli altri. John e D'Argo sono usciti dalla nave per raccogliere dei campioni da analizzare. Nel frattempo, Scorpius richiede assistenza poiché nella sua cella si è sviluppato un incendio. Silos si precipita da lui e Chiana la segue e la sbatte fuori dalla cella aggredendola ed incolpando Scorpius di essere la causa del fuoco quando se ne verificano altri in tutta la nave. John e D'Argo decidono di uscire con la navetta di quest'ultimo per cercare di eliminare il problema. Aeryn è da Pilota e gli dice di tenere duro, ma Moya è in serio pericolo. D'Argo prende la mira, mentre Aeryn e Chiana trovano una perdita da cui Aeryn si tiene a distanza ed è quasi costretta a dire a Chiana che aspetta un bambino, ma che è preoccupata perché potrebbe anche non essere di Crichton, dato che non ha ancora fatto il test del DNA, dopodiché la prega di mantenere il segreto. Intanto Noranti è con Sikosu che cercano di trovare qualcosa per alleviare il dolore di Moya, ma Noranti fa cadere ciò che ha in mano e inizia a farneticare e vorrebbe impedire a D'Argo di far fuoco ma, nonostante Sikosu continui a ripetere all'uomo di non sparare, questi l'ha già fatto. Tornati su Moya, trovano le cose peggiorate, le radici della pianta sono ovunque e sono costretti ad indossare una maschera. Chiana ha qualcosa dentro alla tuta e si fa aiutare da Aeryn a toglierla. Rygel chiede a Pilota cosa sta succedendo, ma non lo sa. Chiana, intanto, si aggira per i corridoi bui di Moya dove incontra D'Argo al quale racconta tutto quello che Aeryn le ha chiesto di non dire, e lo prega di non dire niente a John. Noranti dice con Sikosu che ha paura che Moya possa morire e insieme cercano una soluzione. Nel frattempo, Scorpius nota qualcosa nella sua cella. Chiana è con Aeryn, che pensa che riusciranno a salvare la nave, poi riparlano della gravidanza e Aeryn non vuole dirlo a John prima di essere sicura che sia o meno suo figlio. John si reca da Scorpius e poi contatta Aeryn quando c'è una nuova esplosione. Aeryn ha raggiunto Pilota che è pieno di radici ovunque. Scoprono che le piante sono attirate dalle barre refrigeranti di Scorpius. Intanto D'Argo dice a John del bambino e questi ci rimane male. Noranti è con Sikosu e sta testando vari composti per capire qual è la sostanza che attira la pianta. D'Argo si arrabbia con Rygel che non collabora, ma questi si sente in colpa di quanto successo dal momento che lui si trovava al comando, ma D'Argo cerca di fargli capire che non è stata colpa di nessuno. Pilota comunica con John e Aeryn che stano liberando i condotti dell'aria e posizionando il liquido refrigerante, quando una pala viene bloccata dalle radici ed esplode. Aeryn rimane leggermente ferita, ed il liquido è finito nello scarico. Rygel chiede a John se manca molto al tunnel spaziale, mentre Pilota gli comunica che dopo l'esplosione, Moya è finita proprio sulle coordinate del tunnel. L'unico modo per far arrivare il liquido ovunque, è quello di farlo esplodere, ma è pieno di radiazioni quindi fanno scendere Rygel dalla nave di D'Argo e al suo posto sale Aeryn. A bordo c'è già Noranti e Sikosu, il suo corpo non regge alle radiazioni. John e Chiana si preparano ad irrorare la nave con liquido refrigerante, mentre D'Argo trascina via Moya delle coordinate del tunnel spaziale che nel frattempo è ricomparso. John ordina ai DRD di aprire il fuoco, ma Pilota va in tilt e Scorpius si libera e gli spezza un braccio e, con Rygel, azionano dei comandi per bloccare le ventole dell'aria, mentre i DRD fanno fuoco e il liquido va ovunque. Chiana si salva in extremis. Pilota e Moya si stanno riprendendo e intanto hanno votato per il nuovo capitano della nave che è D'Argo, con quattro voti. Aeryn parla con John, che sa già tutto, e che lui le affiderebbe la sua vita senza esitazioni, ma che non le affiderebbe il suo cuore, non in questo momento.
- Guest Star: Raelee Hill; Melissa Jaffer

## John Chisciotte
- Titolo originale: John Quixote
- Diretto da: Tony Tilse
- Scritto da: Ben Browder

### Trama
Sikosu va da Scorpius e gli propone di giocare ad un gioco che appartiene a Crichton, intanto, John è con Chiana a bordo di una navetta di Moya. Chiana ha acquistato un gioco virtuale, una matrice organica, ed entra nel gioco, mentre John contatta Pilota per farsi dare le coordinate per raggiungerli e D'Argo gli dice che c'è un problema con Scorpius, quando Chiana lo trascina con lei all'interno del gioco. Qui si ritrova sulla base “gammak”, con Jilina e Scorpius, quando arriva l'avatar di Stark che li salva e si ritrovano in una stanza vestiti da cavalieri medievali e sentono la voce della principessa “Aeryn” chiedere il loro aiuto. John vuole uscire e Chiana gli dice che deve semplicemente dirlo, ma nonostante ripeta “voglio uscire” diverse volte, rimane intrappolato nella realtà virtuale. Stark gli dice che qualcosa si è rotto e l'unico modo per uscire è salvare la principessa e baciarla. Un John virtuale detta loro le regole. A quel punto, Crichton e Chiana iniziano il gioco seguendo un sentiero fatto di monete di cioccolata che li portano in un garage, dove trovano un furgoncino con al suo interno un'improbabile “Zhaan”, che sconsiglia John di baciare la principessa a causa dell'orco. Tutti iniziano a gridare e “Zhaan” parte a razzo dopodiché li scaraventa giù dal mezzo e se ne va e si ritrovano davanti a “Rygel” che brandisce una spada e gli vuole impedire di passare, ma Chiana lo elimina e proseguono, ma nella realtà, i corpi dei due risentono di quella situazione. Nel gioco, non sapendo dove andare, Chiana propone a John di usare un jolly per farsi aiutare e compare Stark, ma ciò che gli dice non è molto comprensibile e i due attraversano una porta e si ritrovano con “D'Argo” e “Jool” e “Chiana” rinchiuse dentro una gabbia. Chiana e John attraversano una porta, ma sembra che solo quest'ultimo sia riuscito a tornare alla realtà, dove D'Argo gli dice che Scorpius è fuggito e Sikosu non si trova da nessuna parte. John cerca di risvegliare Chiana ma viene di nuovo risucchiato all'interno del gioco, ma Chiana non c'è e Stark gli suggerisce di entrare nella porta blu e si ritrova così in un ascensore, dove un John virtuale lo fa scendere e si ritrova davanti un mostro a cui taglia la testa per poi proseguire il viaggio. Finalmente arriva nella stanza della principessa “Aeryn”, che è in compagnia del suo servitore “Scorpius”, quando arriva l'orco “Creis”, ma riesce a trovare Chiana ed escono dal gioco. Tornati su Moya, si dividono a coppie per cercare e catturare Scorpius. John è con Aeryn e Chiana è con D'Argo. Pilota viene raggiunto da Scorpius che fa isolare la stanza, così sono costretti a trovare una via d'accesso alternativa. Aeryn e John arrivano da Pilota ma alcuni DRD gli sparano addosso. Scorpius esce allo scoperto e gli dice di aver messo una briglia neurale a Pilota e che se dovesse succedergli qualcosa morirebbero entrambi. Poi Aeryn colpisce John e questi si risveglia in cella, dove entra Scorpius e gli mette in mano un'arma. Aeryn comunica a Scorpius di aver preso Rygel, a quel punto, John tenta di ucciderlo ma non ci riesce. Rimasto da solo nella cella viene raggiunto da Chiana che gli dà la chiave, ma si ritrovano di nuovo nel gioco, luogo in cui la ragazza gli dice essere l'unico posto in cui possono parlare liberamente senza che Scorpius possa sentirli. John vuole trascinare Scorpius all'interno del gioco e per attuare il suo piano si taglia e inizia a scrivere delle equazioni sul pavimento. Scorpius raggiunge Aeryn e John, ma quest'ultimo gli dice che gli farà vedere l'ultimo simbolo che nasconde sotto al piede solo se entrerà nella cella. A quel punto l'uomo entra e, appena gli si avvicina, lo trascina nel mondo virtuale, dove incontra di nuovo Jilina che viene eliminata da Scorpius che sembra essere immune dal gioco, quando Aeryn trascina fuori John e lascia Scorpius nel gioco, ma John ha una strana sensazione, infila una mano in tasca e trova una perla, è ancora all'interno del gioco. Si reca da Chiana per metterla al corrente. I due notano subito he le porte del gioco sono cambiate e gli compaiono davanti Stark e Scorpius…il gioco continua. Dopo aver ascoltato un messaggio di Stark, John distrugge il televisore e ricomincia da capo e si ritrova di nuovo davanti a “Zhaan”, dove scopre che il gioco è stato creato da Stark, dopodiché colpisce la donna, elimina “Rygel” e si ritrova da D'Argo che gioca con Jool e c'è una Chiana legata sul tavolo e, tramite alcune domande, scopre che la “Chiana” che è con lui è la falsa. Dopo aver salvato la vera Chiana, entrano nell'ascensore, abbattono il John virtuale e vanno assieme nella stanza della principessa, dove si trovano a combattere con “Scorpius” e “Creis”, poi arriva anche Stark. Dopo averli eliminati, John bacia la principessa ma non succede niente, al che John decide di ricominciare tutto da capo. Torna da “Zhaan” e, seguendo un'intuizione, la taglia in due con la sua spada, nonostante Stark tenti di fermarlo, e gli appare davanti la vera Zhaan che zittisce Stark e parla con John, che Stark accusa di essere la causa della morte della donna che amava, ma non è così, poi Zhaan lo bacia e sia lui che Chiana si risvegliano. John si mette in contatto con D'Argo che gli dice che va tutto bene, hanno solo avuto un problema con la porta di Scorpius che hanno già risolto. Su Moya, Noranti sta cucinando e John è con lei e si ritrovano a parlare di Aeryn e del fatto che l'amore che prova per lei gli offusca la mente. Noranti gli dà un infuso di “laka”, per non pensarla. Aeryn si trova seduta in un corridoio di Moya quando passa John. La donna gli fa una domanda ma lui non le risponde e se ne va.
- Guest Star: Raelee Hill; Melissa Jaffer; Lani Tupu; Tammy Macintosh; Paul Goddard; Rowan Woods; Alyssa-Jane Cook
- Special Appearance: Virginia Hey (Zhaan)

## Mi restringo, dunque esisto
- Titolo originale: I Shrink Therefore I Am
- Diretto da: Rowan Woods
- Scritto da: Christopher Wheeler

### Trama
John si trova a bordo di una navetta di Moya insieme a Noranti, stanno facendo ritorno con i viveri. John si mette in contatto con Pilota, per farsi aiutare a scaricare la navetta, ma questi gli fa capire che si trovano nei guai, qualcuno li ha fatti prigionieri, dopodiché chiude le comunicazioni. John vede che una nave aliena è attaccata sull'esterno di Moya. Grayza ha messo delle grosse taglie sulle teste di John e compagni e questi cacciatori di taglie, i Korish, non si vogliono far sfuggire l'affare. John sta per atterrare nell'hangar due, mentre Noranti ingerisce una sostanza che le permetterà di fluttuare nello spazio per il tempo necessario a liberare Moya e gli altri. John si schianta sulla loro nave rendendola inutilizzabile. Prak è convinto che John sia morto durante l'esplosione, mentre Axigor pensa sia ancora vivo. Nel frattempo, John si trova all'interno di un condotto. Due Korish lo stanno cercando tra il livello nove e dieci, mentre Aeryn, D'Argo e Rygel sono in sala comandi con Axigor, che li tiene prigionieri e gli ha fatto indossare delle manette magnetiche dalle quali manda impulsi elettrici per torturarli. Nonostante i tre non vogliano collaborare, tramite la telepatia l'alieno capisce da Rygel che Crichton è diretto nel suo alloggio per recuperare il dispositivo di schermatura. John è proprio sopra di loro, quando Axigon gli ordina di uscire allo scoperto e, come incentivo, aziona i bracciali di Aeryn. Un Korish comunica che il velivolo d'abbordaggio è fuori uso quando sentono la presenza di John, ma grazie ad un diversivo di Aeryn, riesce a scappare, poi raggiunge Sikosu e Chiana, che si trovano nella stanza di Pilota, e cercano un modo per liberarsi. John è sceso nella stiva, dove trova un DRD disattivato, dopodiché si reca nella cella di Scorpius, ma lui non c'è, in compenso arriva un Korish, che non lo vede e se ne va. John ritrova il suo DRD, 1812, e gli chiede di riattivare qualcuno degli altri DRD di Moya, poi vanno assieme ad apportare alcune modifiche a Moya quando vengono raggiunti da Scorpius, che gli dice di essere uscito poco prima che arrivassero. L'uomo riesce a farsi dare da John un'arma e si recano nel sistema atmosferico e Crichton contatta Axigon, quando li raggiunge un Korish, Scorpius gli spara ma l'arma non funziona e viene colpito, ma John riesce ad eliminarlo e insieme a Scorpius lo esaminano. Ha un nucleo organico, in un guscio corazzato bio-ingegnerizzato, ne rimangono ancora cinque, ma non hanno più armi in grado di neutralizzarli. Aeryn cerca di convincere Axigon ad andarsene finché sono in tempo, ma questi ordina il piano di contenimento. Intanto, John cerca di organizzarsi al meglio, nonostante Scorpius non sia convinto della riuscita del suo piano. Nel frattempo, nella stanza di Pilota, un Korish digita un codice sul suo guanto, e Chiana ne memorizza la sequenza, ma così facendo diventa cieca, dopodiché rimpicciolisce Sikosu. In sala comandi, Axigon fa alzare D'Argo, Aeryn lo colpisce mentre D'Argo recupera il comunicatore, giusto in tempo prima che l'alieno, tramite il dispositivo che ha al polso, lo rimpicciolisca e lo metta in un contenitore che poi si applica addosso, dopodiché ordina ad Aeryn di comunicare a Crichton ciò che ha appena visto, per poi rimpicciolire anche lei. Scorpius parla a John di questi invasori e della loro tecnologia di rimpicciolimento. Sikosu si trova nello stesso contenitore di Rygel e, dopo averla sentita lamentarsi per niente, la zittisce dandole della bambina. John, con 1812, sta preparando una trappola per il Korish, mentre la barra refrigerante di Scorpius emette fumo. Axigon manda Devak a controllare sulla posizione di John, ma nonostante eviti la prima trappola, rimane ucciso e 1812 gli estrae la capsula che contiene Chiana e Aeryn. Tre Korish li intercettano, ma Scorpius copre le spalle a John mentre fugge venendo catturato. Axigon si congratula con John per essere riuscito a liberare le due donne, ma gli dice anche che, senza il suo aiuto, non riuscirà a farle tornare come prima, ma se si arrende, le farà tornare alle loro dimensioni naturali, ma John pensa anche agli altri. John parla con Chiana e Aeryn che gli chiede che fine abbia fatto Noranti, che nel frattempo fluttua nello spazio. Intanto Scorpius scopre che Axigon non è un Korish, ma uno scarram dell'ordine dominante, interessato al fatto che lui e i pacificatori vogliono Crichton ad ogni costo, dopodiché lo rimpicciolisce e lo mette assieme a D'Argo. Chiana parla ad Aeryn di come si sente a non vedere niente e della sua preoccupazione se dov'esse rimanere così. Scorpius dice a D'Argo di mettersi in contatto con John, dal momento che possiede un comunicatore. Intanto John sta preparando il suo piano, con i DRD in posizione. Axigon sta liberando Pilota affinché mandi un messaggio agli scarram, usando un codice militare, per segnalare ad un dreno la posizione per recuperarlo. Scorpius teme per la vita di Moya, così D'Argo chiama John e gli chiede se si fida di Scorpius e poi gli dice ciò che sa. Tre Korish raggiungono John e lo catturano, ma riesce a convincerli che tra di loro c'è uno scarram. Uno dei Korish va da Axigon, ma questi, messo alle strette, uccide contemporaneamente tutti i Korish. John ordina a 1812 di staccare le braccia a uno dei due per recuperare il guanto. Axigon è con Pilota quando arriva un messaggio dove lo informano che il dreno non andrà a recuperarlo a causa della portaerei dei pacificatori che si trova nelle vicinanze, e di lasciare Moya per recarsi in un'altra zona. Nel frattempo, Chiana dà a John la sequenza per rimpicciolire, e in un altro contenitore ritrova Rygel e Sikosu. Intanto, lo scarram cerca di raggiungere il predatore di Aeryn, ma John si precipita nell'hangar, e Aeryn, in sella a 1812, va a disattivare la sua nave, mentre John si ritrova a combattere con lo scarram. John recupera Scorpius e D'Argo, ma viene rimpicciolito e a sua volta rimpicciolisce lo scarram, poi ritornano normali, per poi rimpicciolirsi di nuovo, ma John è più veloce, ritorna alla sua altezza normale e schiaccia lo scarram. Finalmente tutto è tornato alla normalità. Rygel fa presente a John che Noranti si trova ancora all'esterno di Moya e questi manda D'Argo a recuperarla dicendogli di farle prendere della plastilina rossa che ha in tasca. Pilota chiede consiglio ad Aeryn dopo che lui e Moya hanno deciso di addentrarsi nello spazio tormentato, dove nessuno osa entrare, perché ritenuto un posto assai pericoloso, ma non c'è altra soluzione.
- Guest Star: Raelee Hill; Melissa Jaffer; Duncan Young

## Delitto perfetto
- Titolo originale: A Perfect Murder
- Diretto da: Geoff Bennett
- Scritto da: Mark Saraceni

### Trama
Aeryn sta controllando il suo predatore quando un bambino si avvicina e inizia a toccarlo. Nello stesso momento, arrivano alcuni abitanti del villaggio con D'Argo e Chiana. Quest'ultima viene cacciata da Ianet poiché è stata espulsa dal pianeta in quanto ha avuto un rapporto intimo col figlio di Gasha, il principe Zerbat; il prefetto Falaak l'ha bandita. D'Argo le rimprovera di averli messi in quella brutta situazione, dal momento che quello è il primo pianeta, dopo i venti che hanno già visitato, ad avere acqua potabile. Intanto Aeryn ha programmato la rotta sul predatore che riaccompagnerà Chiana su Moya. D'Argo cerca di placare l'ira di Gasha, in lizza per diventare il nuovo prefetto, mentre Chiana lascia il pianeta. Nel frattempo, John è dal prefetto in carica Falaak, il quale ha accettato le sue scuse, quando viene contattato da Aeryn, che viene accompagnata al villaggio dal bambino, mentre D'Argo viene mandato via. Aeryn ha come una visione in cui, con la sua pistola, fa fuoco sulla gente del villaggio. John, per non pensare ad Aeryn, continua a sniffare la polvere di laka. Aeryn è turbata dalla visione e chiude la comunicazione con John, mentre ha di nuovo la stessa visione, la gente che cade morta sotto i suoi occhi. Intanto, come in un flashback, si vede Chiana sul pianeta insieme a Gasha che le intima di andarsene, e D'Argo raggiunge Gasha che gli punta un coltello alla gola e vorrebbe rivendicare una ricompensa per lui e i suoi amici. Poi gli dice che l'unità dei clan sul pianeta e la pace sono stati raggiunti, ma che il loro equilibrio è molto fragile. Vicino ad un lago, intanto, Sikosu si sta intrattenendo intimamente con il principe Zerbat, visti da Chiana che nel frattempo è rimasta sul pianeta. D'Argo è al villaggio con Gasha e vengono raggiunti dal capo clan dei Jabuca, con i quali sembrano esserci delle tensioni. D'Argo comunica con John che gli dice che Moya è ancora inattiva. Chiana litiga con Sikosu quando arriva D'Argo, che è molto arrabbiato per il fatto che si trovi ancora lì e le domanda chi altri sa della sua presenza, dopodiché finiscono per litigare anche loro e Chiana se ne va, poi D'Argo ordina a Sikosu di salire a bordo della navetta, per lasciare il pianeta. Al castello, John ha concluso le trattative col prefetto Falaak e poi se ne va. Chiana incontra il sacerdote del villaggio, mentre in un altro flashback, D'Argo e John stanno parlando dei problemi di Moya tramite il comunicatore, e John contatta Rygel per sapere se Chiana è già arrivata a bordo quando Ian lo attacca per dargli un avvertimento e poi lo lascia andare. John contatta Aeryn, che si trova al villaggio e, quando lei chiude la comunicazione, si sentono degli spari. John e D'Argo si precipitano al villaggio. Il primo ad arrivare è D'Argo, dove viene colpito da Aeryn che sta sparando all'impazzata su tutti. Quando arriva John, Sikosu e Zerbat stanno aiutando D'Argo che dice all'amico che chi ha provocato quel massacro è stata Aeryn. Tra le vittime c'è anche il padre di Zerbat, Gasha. I tre vengono circondati, la gente del villaggio li vuole giustiziare, ma l'intervento del sacerdote li ferma, dicendo che solo il figlio di Gasha può giudicarli. Al che, il prefetto Falaak, ordina che Aeryn venga trovata e giustiziata tramite la tortura. Al tempo stesso, vengono tutti accusati di aver ucciso altri due capi clan, ma i conti non tornano, dato che sono morti prima del loro arrivo. Zerbat decide d'andare con John e Sikosu a cercare Aeryn. Lungo il percorso, il ragazzo vorrebbe uccidere John, ma Sikosu glielo impedisce. I tre, dopo un attimo di titubanza, decidono di dividersi. Zerbat e Sikosu da una parte e John dall'altra. John trova Aeryn, ma la donna non ricorda nulla di quanto successo, e dà la sua pistola a John, quando li raggiunge il sacerdote, che sospetta che sia stata usata per dare il via ad una nuova guerra e vuole aiutarla in modo che si ricorda cosa le è successo. Aeryn ricorda la presenza di un bambino che ha picchiato, ma in realtà non è così, non lo ha mai toccato, e poi ricorda la puntura di un insetto, ma sul pianeta non ce ne sono, qualcuno li ha portati, e non sono stati certo loro. Aeryn si convince di averli uccisi lei, quando John spara al sacerdote, ma è solo un sogno e il sacerdote capisce che lui è il prossimo assassino. Il sacerdote ridà a John la sua “Wynona”, quando arrivano Sikosu e Zerbat, che non crede alla loro storia, fin quando John gli mostra le cicatrici dei morsi. I sospetti ricadono sul consigliere di fiducia di Gasha, Palos. Dopodiché partono a cercare questi insetti. Nel frattempo, Chiana si trova nei guai, è stata portata al castello, dove Falaak offre più soldi a Ian per procurarsi più insetti Sgaba, che lui stesso produce dal suo corpo. Chiana ha avuto una visione, ed è cieca, e Ian la colpisce facendole perdere i sensi. John e Aeryn vengono attaccati dagli insetti, mentre Sikosu e Zerbat liberano D'Argo. John e Aeryn sono diretti al castello da Chiana, quando improvvisamente si puntano addosso reciprocamente le armi, ma anche questo non è reale, ma una visione indotta dalle punture degli insetti. I due arrivano al castello e liberano Chiana, ma Ian li raggiunge e gli spara addosso. John gli spara ma non lo uccide. John e Aeryn si sparano addosso senza colpirsi, ma la loro forza di volontà sta cedendo, quando entrambi vengono fermati e tramortiti da Chiana e D'Argo. Ian, che nel frattempo si è ripreso, viene ucciso dal sacerdote, quando arriva Falaak che viene smascherato da Chiana. Zerbat vorrebbe ucciderlo, ma il sacerdote lo fa ragionare e il giovane, allora, gli offre la possibilità di scegliere il proprio destino sottoponendosi ad un processo, ma Falaak preferisce morire gettandosi nel vuoto dalla finestra. Zerbat, come prima cosa, dà fuoco al suo castello e poi chiede a Sikosu di rimanere con lui, ma lei non accetta e se ne va. Chiana è ancora priva di vista e viene raggiunta da Sikosu che la riaccompagna alla navetta, mentre Aeryn è con John che prega sulle tombe di tutti quelli che ha ucciso.
- Guest Star: Raelee Hill; Melissa Jaffer; Bruce Spence; Ivar Kants; Peter Withford; Brett Stiller; Jason Chong

## Colpo di Stato al mollusco
- Titolo originale: Coup by Clam
- Diretto da: Ian Watson
- Scritto da: Emily Skopov

### Trama
Su Moya, tutti stanno mangiando, e Sikosu è alla sua quinta porzione, dal momento che mangia solo dieci volte al ciclo. Pilota dice a D'Argo e agli altri che senza un filtro Atuazintia supplementare gli impulsi elettrostatici provenienti dalle fonti di radiazioni circostanti porteranno presto Moya alla follia. I meccanici del pianeta sottostante, Portanan, sono gli unici in grado di apportare modifiche ai leviatani, ma prima, un dottore, dovrà accertarsi che non soffrano di “demenza celeste trasmissibile”, follia da spazio”, di cui Scorpius è esente. Il dottore, visita John e poi comunica a tutti di essere stati avvelenati dai molluschi “katal” e che se vogliono la cura, dovranno dargli un quarto di milione a testa. Se in un primo momento vorrebbero ucciderlo, poi capiscono che non hanno alternative, quando arriva a bordo il meccanico accompagnato da un agente al quale il dottore conferma la sanità dell'equipaggio. D'Argo sembra essersi preso il raffreddore e Rygel ha problemi di stomaco. D'Argo manda Chiana a sorvegliare il meccanico mentre installa il filtro a Moya, mentre Noranti chiede a tutti dei campioni corporei da analizzare e scoprire se può creare una cura. Chiana è col meccanico che deve biopassare le sinapsi e quindi chiede a Pilota di togliere la corrente a quel gruppo e quest'ultimo discute con Sikosu. Nel frattempo, D'Argo, John e Aeryn sono scesi sul pianeta e sono nello studio del dottor Tumit in attesa che arrivi. Mentre aspettano, D'Argo scopre di essere collegato a Noranti, Aeryn a Rygel e John a Sikosu. Quando arriva Tumit, John lo aggredisce, ma alla fine capisce che è l'unico che li possa aiutare con la cura del mollusco e gli daranno la cifra che chiede. Tumit prepara la cura per chi ha ingerito il mollusco vola, ovvero D'Argo e Noranti. Mentre Tumit gli sta spiegando che dovrà mescolare la cura con l'urina di Noranti e viceversa e che dovranno berla, D'Argo ha un'esperienza alquanto imbarazzante e, se anche aveva qualche dubbio, gli è passata, in più, si dovranno tenere per mano fino a che la cura avrà fatto effetto. John è spazientito, mentre D'Argo si appresta a tornare su Moya per provare la cura. Scorpius, intanto, cammina nei corridoi di Moya con la guardia, Mekkit, e parlano di Moya e della follia spaziale. Nello studio di Tumit bussano alla porta. Questi pensa siano arrivati i molluschi, in realtà è una donna mascherata che gli spara ferendolo. Da tempo le donne si stanno organizzando per un colpo di Stato dal momento che sono in minoranza e relegate a ruoli inferiori rispetto agli uomini. Questo è un problema perché è quasi impossibile reperire i molluschi, in mano a Selva. Su Moya, D'Argo e Noranti si prendono per mano e ingeriscono la cura che sembra funzionare, ma dovranno rimanere attaccati per alcuni arn, altrimenti non avrà effetto. Aeryn ordina a Sikosu e a Rygel di scendere sul pianeta. Nel frattempo, su Moya continuano i lavori quando Chiana scopre che il meccanico in realtà è una donna. Dopo uno scambio di parole, la donna sembra volersene andare e la prega di non dire niente a Mekkit, o la ucciderà, ma Chiana la ferma. D'Argo, intanto, ha qualche problema ad essere legato a Noranti. Aeryn scopre il locale dove si riuniscono le donne e, con Sikosu, va a dare un'occhiata, mentre John e Rygel rimangono con Tumit quando arriva Ohok, un agente che vorrebbe essere visitato dal dottore, nonostante John gli dica che è impegnato. Allora esce Rygel travestito da dottore e riesce a convincerlo ad andarsene. Intanto Aeryn e Sikosu sono entrate nel locale e chiedono di poter parlare con Selva di affari, ma dall'altra parte, John e Rygel capiscono che le due sono nei guai. Selva ha fatto prigioniere Aeryn e Sikosu e le tiene legate nel seminterrato del locale. Aeryn cerca di spiegarle che l'unica cosa che vogliono è acquistare dei molluschi, ma la donna non ha nessuna intenzione di darglieli. Rygel ha un piano che porta lui e John a travestirsi da donne per poter entrare nel locale, trovare le ragazze, trovare i molluschi e andarsene. Mekkit, casualmente, scopre che il meccanico è una donna, ma Chiana si mette in mezzo per difenderla. Mekkit vorrebbe sparare ad entrambe ma Scorpius lo prende alle spalle e lo uccide, i lavori possono andare avanti. Nel locale, John viene invitato a ballare da Ohok. Pilota dice a Scorpius che John non risponde al comunicatore. Intanto, Selva capisce che al locale sono arrivati i compagni delle prigioniere e manda le sue donne a controllare, mentre ne lascia una incaricata di uccidere Aeryn e Sikosu. Mentre John “balla”, Rygel trova i molluschi. Aeryn viene aggredita, ma Sikosu si intromette e le viene tagliato un dito, e lo stesso dolore che prova lei lo prova anche John, che chiede aiuto a Rygel ma questi è intenzionato a piantarlo in asso. Aeryn è entrata nella fase finale e sia lei che Rygel stanno per morire. Scorpius, per impedire che muoiano, decide di mangiare i molluschi di entrambi per potersi collegare a loro, nonostante lo scetticismo di Pilota sulla riuscita del suo piano. Quest'ultimo, poi, ripristina il percorso primario di Moya. Il filtro funziona e la nave sta decisamente meglio. Chiana ringrazia la ragazza che una volta tornata a casa, cambierà di nuovo identità. John è stato smascherato da Ohok, mentre Rygel è tornato da Tumit per fargli preparare le cure. Scorpius ha mangiato i molluschi e tutti si sentono meglio. Rygel stacca il naso a Tumit che lo voleva uccidere. Nel frattempo, John mette fuori gioco Ohok e Aeryn e Sikosu riescono a neutralizzare la donna di guardia e a scappare, venendo poi raggiunte da John che ha un piano per fuggire da lì. Sale su un tavolo e inizia a sparare, mentre Rygel fa ingerire a Tumit un bel po' di molluschi per vendicarsi. Tornati su Moya, D'Argo e Noranti sono finalmente liberi, dopo tre lunghi arn. Aeryn, John, Sikosu e Rygel hanno preso la cura, mentre Scorpius è nella sua stanza che si “svuota” di tutto ciò che ha ingerito.
- Guest Star: Raelee Hill; Melissa Jaffer; Barry Otto; David Field; Sara Groen

## Realtà irrealizzata
- Titolo originale: Unrealized reality
- Diretto da: Andrew Prowse
- Scritto da: David Kemper

### Trama
John si trova all'esterno di Moya in attesa che si apra un tunnel spaziale, mentre Aeryn sta imparando la lingua terrestre e Chiana è con lei che osserva John e consiglia alla donna di far di tutto per riconquistarlo. D'Argo contatta John, ha pizzicato Noranti nella sua stanza con dell'estratto di laka. John gli conferma l'utilizzo, e D'Argo si arrabbia e caccia in malo modo la donna. Intanto Rygel si trova da Pilota e gli chiede come sta Moya che, dopo l'installazione dei filtri, sta decisamente meglio, e poi discutono di John e dei tunnel spaziali. Sikosu è con Scorpius e sta valutando l'offerta di una possibile collaborazione con quest'ultimo. Nello stesso momento, un tunnel spaziale si apre davanti a John e questi ne viene risucchiato al suo interno per poi richiudersi alle sue spalle sotto lo sguardo impotente di Aeryn. Crichton si ritrova su una specie di ghiacciaio con al di sotto qualcosa che si muove per poi comparirgli davanti un alieno che gli parla del “tempo”. E confessa a John di averlo portato lì per ucciderlo perché non lo ritiene degno di avere un tale sapere. (John si ritrova su Moya il primo giorno in cui è arrivato con i problemi che ne conseguirono e viene colpito dalla lingua di D'Argo.) John è di nuovo sul ghiacciaio. Gli viene detto che spazio e tempo si sono fusi e che i tunnel spaziali sono a metà tra lo spazio-tempo e Crichton comincia ad avere una serie di ricordi del passato vissuto sulla Terra e in quell'angolo di spazio sconosciuto. John vuole che l'alieno gli parli degli “antichi”, scopre che è stato lui a risucchiare Moya e di aver sottoposto coloro che si trovavano a bordo ad un interrogatorio e che sono stati rilasciati perché lo conducessero a lui. John cerca di sfuggire all'alieno ma si ritrova su una Moya in fiamme, dove Chiana ha le fattezze di Aeryn e questa pretende di avere un rapporto fisico con lui che, al suo rifiuto, ritorna indietro, dove gli viene detto che ciò che ha vissuto era reale, e che è sempre intenzionato ad ucciderlo per ciò che sa. John ascolta i commenti di Zhaan, Jool, Creis e Stark, in cui dicono di ammirarlo e stimarlo, successivamente si alternano amici, parenti e conoscenti. (John è nella cella di Moya, quando ha conosciuto Aeryn e, dopo averle prese, torna di nuovo indietro.) L'alieno cerca di spiegargli che per tornare nella sua realtà deve capire il tempo e che ci sono migliaia di realtà. Il vero problema non è andare avanti nel tempo, ma tornare indietro senza causare danni e o cambiamenti significativi. L'alieno sembra molto interessato a scoprire perché gli sia stata data quell'abilità e così lo manda in un altro viaggio temporale dove si ritrova sulla portaerei dei pacificatori dove Braca è ai suoi ordini e lo conduce dalla spia scarram, Sikosu, che John fa liberare ma questa lo ferisce e spara a Braca ma, quando sta per sparare a John, questi la uccide per ritrovarsi di nuovo dall'alieno che colpisce con un pugno, quando si verifica una scossa tellurica e il ghiacciaio si apre in due. L'alieno non riesce più a sostenere quell'ambiente. Al che, John gli chiede di rimandarlo a casa, ma la cosa sarebbe controproducente per tutti, si rischierebbe di aprire un passaggio tra le due galassie; allora gli chiede semplicemente di rimandarlo su Moya, ma non avendo una propulsione, dal momento che è arrivato senza un mezzo, è praticamente impossibile. Intanto l'ambiente si sta distruggendo. L'alieno comunica a John che presto dovrà far ritorno nel suo mondo, per non morire, dopodiché gli dice qualcosa di molto importante, che forse gli consentirà di tornare indietro. (John è sulla Terra con suo padre che sta cucinando, entrambi hanno fattezze scarram, e si trovano a parlare di questi ultimi e di viaggi nello spazio.) John è di nuovo sul ghiacciaio che si sta sgretolando, ma John non è in grado di tornare indietro su Moya, nonostante abbia dentro di sé le capacità. Ma scopre che Scorpius sapeva già tutto. (John è di nuovo su Moya, dove Aeryn è diventata Chiana, Chiana è diventata Noranti, Noranti è diventata Rygel, Rygel è diventato D'Argo, D'Argo è diventato Jool, Sikosu è diventata Stark. Vengono attaccati dai pacificatori e a bordo salgono Creis con i suoi uomini e John viene accusato da questi di avergli ucciso il fratello, ma invece di ucciderlo lo abbraccia e lo ringrazia congratulandosi con lui.) L'alieno riesce a recuperare John a fatica da quella realtà, e John gli chiede di andarsene e di lasciarlo lì a morire perché ha paura di ciò che potrebbe causare col suo sapere, ma alla fine, indossa la sua tuta e tenta di tornare su Moya e si concentra su di lei, ma prima chiede all'alieno di rimuovergli il sapere e lui gli promette che un giorno, se sopravviverà, esaudirà il suo desiderio. John si lascia andare nel tunnel spaziale e si ritrova poi a fluttuare nello spazio tra la Luna e la Terra.
- Guest Star: Raelee Hill; Melissa Jaffer; John Back; Virginia Hey; Lani Tupu; Paul Goddard; Tammy Macintosh; David Franklin; Murray Bartlett
- Nota: ( ) Flashback - Realtà irrealizzata

## Kansas
- Titolo originale: 'Kansas
- Diretto da: Rowan Woods
- Scritto da: Justin Monjo

### Trama
John si trova a galleggiare nello spazio e prova a chiamare D'Argo, che nel frattempo cerca di contattarlo a sua volta fino a riuscire a sentirsi. John li guida allora all'interno del tunnel spaziale, ma Scorpius e Sikosu rimarranno a bordo di Moya con Pilota. A bordo di “Lola”, D'Argo, Aeryn, Chiana, Rygel e Noranti, sono arrivati da John e si apprestano a recuperarlo, decidendo poi, dopo essersi inseriti in alcune frequenze radio, di scendere sulla Terra per capire in che anno si trovano. John si trova davanti a casa sua e fa disattivare i comunicatori e fa occultare la nave John vede il se stesso da ragazzo ed è il 1986, ma scopre che suo padre farà parte della spedizione sul “Challenger”, che esploderà in volo, ma questo cambierà tutto il suo futuro. John e gli altri, che si sono rifugiati in una vecchia casa abbandonata, discutono sul fatto che se non riusciranno a non farlo partire, tutta la linea temporale verrà modificata, e niente di tutto ciò che è stato si avvererà. Approfittando della festa di Halloween, i suoi compagni non avranno problemi a mimetizzarsi, ma John li prega di non andare in giro. Tornato a casa sua, John assiste ad un litigio tra lui da giovane e suo padre, che alla fine se ne va e Jack è deciso a partire prima del tempo. Rimasto da solo, John trova una bottiglia di latte e se la beve di gusto quando incontra Kim, la sua ragazza in futuro e, dopo averle parlato, se ne va. Intanto D'Argo riesce a ripristinare la corrente e si accende la TV, mentre John incontra il se stesso da giovane e cerca di convincerlo a parlare col padre perché non parta, ma il ragazzo, dopo una breve discussione, se ne va. Nella casa occupata dai nostri, Aeryn sta imparando l'alfabeto dalla TV mentre Chiana si cambia d'abito perché vuole uscire fuori e, nonostante D'Argo cerchi di farla ragionare, la ragazza se ne va e incontra una vicina di casa alla quale non fa certo un buon effetto e scuriosa dentro in casa trovando Aeryn e Rygel. Su Moya, Sikosu lamenta con Pilota il fatto che fa molto freddo quando questi comunica a lei e a Scorpius che la portaerei di Grayza li ha trovati e la donna si sta apprestando a salire a bordo. Pilota ha paura che possa fargli del male, ma Scorpius lo rassicura e lo convince a lasciarla salire. Sulla Terra, John giovane incontra Chiana e le offre un passaggio che la ragazza non rifiuta e partono a tutta velocità. Nel frattempo, la vicina di casa ha chiamato la polizia e un agente si aggira all'esterno della casa. Aeryn gli va incontro e lo invita ad entrare e gli spiega che Rygel è semplicemente un pupazzo e le presenta “nonna” Noranti e il fratello travestito da Halloween D'Argo, ma quando l'uomo gli intima di togliersi la maschera, questi impugna la sua spada e solo l'intervento di Noranti con la sua polvere magica lo toglie dai guai, il poliziotto immagina di vedere il volto di D'Argo e se ne va. Questa volta gli è andata bene, ma Aeryn preferisce uscire a cercare John, che le dice che le cose stanno andando sempre peggio. I due si ritrovano davanti alla casa di John e questi decide d'andare a parlare con la madre e cerca di convincerla a non lasciar partire suo marito, poi se ne va. John discute coi suoi amici e vorrebbe ricreare la situazione che al suo tempo impedì al padre di partire: lui rimase intrappolato in un'abitazione che prese fuoco e suo padre lo salvò, e la NASA lo lasciò a casa. Chiana si trova col giovane John, mentre Noranti trova il poliziotto che si aggira furtivo vicino alla casa e lo addormenta, portandolo poi all'interno della piscina per testare il liquido che dovrebbe addormentare il giovane John, ma D'Argo la trova e si fa aiutare a portarlo via da lì. Lo caricano in macchina e, con qualche piccolo inconveniente, riescono a portarlo via sotto gli occhi della vicina pettegola. Nel frattempo, su Moya sono saliti i pacificatori che vorrebbero rimettere il collare di controllo alla nave, ma Pilota li convince a non farlo, mentre Grayza ordina a Braca di controllare tutta la nave per verificare se Crichton sia o meno nascosto a bordo. Intanto, Rygel sta facendo il pieno di caramelle. Sikosu e Scorpius si sono nascosti, ma quest'ultimo la manda via e, dopo essere rimasto da solo, viene raggiunto dal suo braccio destro, Braca, che gli dà informazioni. Sulla Terra, il poliziotto viene ritrovato mezzo addormentato sul prato ed è intenzionato a procurarsi un mandato. Noranti ha testato lo “sciroppo” che durerà solo alcuni arn. John e Chiana osservano non visti i genitori di lui parlare felici e contenti, mentre il giovane John è in compagnia di Kim e John la raggiunge per parlarle, ma Chiana, per non perdere tempo, la colpisce e la tramortisce. Dei bambini entrano nella casa chiedendo dolcetto o scherzetto, ma Rygel, per rubar loro le caramelle, li spaventa a morte. John chiede a D'Argo se tutto è pronto per attuare il piano, mentre Chiana intrattiene il giovane John facendo l'amore con lui. Su Moya, Scorpius parla con Braca. Quest'ultimo è intenzionato a fermare Grayza, che vuole firmare un accordo con gli scarram. Alla casa, i poliziotti hanno ricevuto il mandato per perquisirla, mentre Noranti dà a Chiana il liquido da far bere al giovane John, ma qualcosa non va e il ragazzo muore e John scompare, mentre la polizia entra e vengono tramortiti. Noranti rianima il giovane John e John riappare come un “fantasma”. D'Argo addormenta uno dei due poliziotti con la sua lingua, mentre John va dalla madre e le dice che si trova nei guai e che ha bisogno del suo aiuto. La donna chiama il marito Jack, che si precipita in aiuto del figlio. Su Moya, Grayza ordina a Braca di impostare le coordinate per incontrarsi con gli scarram e, rimasta sola, lascia un alieno che dovrà catturare John non appena tornerà sulla nave. Tutto è pronto, Noranti cancella i ricordi ad un poliziotto ma uno non fa in tempo; Jack ha raggiunto il figlio, ma qualcosa va storto, l'uomo perde i sensi a causa di un colpo alla testa e John e D'Argo sono costretti ad intervenire. Dopo averli portati fuori dalla casa e essersi accertati che stanno bene, fanno ritorno alla nave. Il poliziotto che non ha dimenticato quel che è successo viene preso per matto. Nello spazio, finalmente Pilota riesce a mettersi in contatto con John e gli dice che si trova nell'anno 2003. John guida D'Argo all'interno del tunnel spaziale e finalmente ritrovano Moya, e la Terra è ancora sotto di loro, ma in un altro tempo. Una volta saliti a bordo della nave, John scende e si ritrova davanti suo padre Jack in compagnia di altre tre persone ma, pensando che sia di nuovo qualche alieno travestito, gli punta un'arma contro e gli fa una domanda: era un branzino o una trota?
- Guest Star: Raelee Hill; Melissa Jaffer; Kent McCord; Rebecca Riggs; David Franklin; Carmen Duncan; Jamie Croft; Tyler Coppin; Nadia Townsend

## Terra Firma
- Titolo originale: Terra Firma
- Diretto da: Peter Andrikidis
- Scritto da: Richard Manning

### Trama
John è di fronte a Jack e ad altre tre persone quando viene fuori Sikosu che gli conferma che sono esseri umani dopo essere stati analizzati dai DRD. Jack si mostra contento nel vederlo e stupito della nave su cui si trovano. John vuole sapere con cosa sono arrivati su Moya e Jack gli dice che sono saliti con uno shuttle, e sono intenzionati ad aprire un dialogo con gli alieni. Non del tutto convinto, John abbassa l'arma e gli si presenta un uomo, T R Holt, consigliere speciale del presidente, scortato da alcuni agenti e, dopo le presentazioni, John invita D'Argo, Aeryn e gli altri a scendere dalla nave. John prende da parte Sikosu che gli chiede dove siano stati, dato che Moya li attende da quarantadue giorni, e John le dice che hanno avuto qualche problema con l'instabilità del tunnel, poi le chiede dov'è Scorpius, che li sta aspettando dall'altra parte su una navetta per potergli mandare un segnale da seguire per il ritorno. John è in riva al mare che scrive una sorta di diario su come si sente ad essere tornato a casa. Poi incontra, in un hangar dove sono state portate le loro navette, sua sorella Olivia e il suo storico amico D.K., che scopre essersi sposato. I giornalisti sono molto incuriositi dagli alieni, e il governo ha messo a loro disposizione una casa in riva al mare e una scorta personale. Sikosu e Noranti assaggiano il cibo terrestre trovandolo più o meno piacevole, mentre John sa che i militari sono interessati alla tecnologia aliena e così gli lascia dare un'occhiata, nonostante non capiscano niente di ciò che vedono. Alcuni “vip” si sono sottoposti all'iniezione dei microbi traduttori, anche se alcuni di loro faticano comunque a capire. Intanto, le ragazze se la spassano, aiutate dalla sorella di John e dal cugino Bobby, molto preso dalla loro presenza. Chiana vorrebbe fare un giro, ma Sikosu le ricorda che non è permesso loro d'andare in giro senza scorta. Noranti e Rygel sono nel loro paradiso gastronomico, mentre T R Holt sembra non essere altrettanto felice, perché John vuol far fare un giro spaziale a cinquecento illustri terrestri, e vorrebbe sceglierli tra tutti gli stati mondiali, e non solo per gli americani. Holt dice a John che suo padre Jack sarà il nuovo direttore del progetto IASA per gli studi extraterrestri, il che lascia John non troppo felice. Jack, intanto, è a casa con la figlia e il nipote che provano le luci di Natale, Aeryn è con loro ed è molto interessata a questa tradizione. Si ritrovano a parlare di vecchi ricordi dell'infanzia di John. Quest'ultimo sente suonare alla porta e va ad aprire, è Caroline, che lo bacia sotto il vischio e rende Aeryn alquanto gelosa. John è sul pontile, triste per il fatto che non può dire con nessuno dei suoi ciò che ha visto e ciò che gli è stato fatto, non può dirgli che cosa li aspetta lassù. John viene raggiunto da Caroline che cerca di “distrarlo”. Jack e John parlano del fatto che tutti gli stati chiedono un trattamento paritario per quanto riguarda le tecnologie aliene, e mentre John è d'accordo, il padre si mostra ostile e finiscono per discutere. Intanto, su Moya continua ad aggirarsi l'alieno spia di Grayza, Scrit. John torna sulla nave con suo padre e suo cugino e dà un'oliatina al braccio del suo DRD 1812, a cui affida Jack e Bobby. D'Argo vuole sapere da John se è in grado di controllare il tunnel spaziale da lì o se deve uscire, e Aeryn li informa che il suo predatore è a posto. John dice ad Aeryn che non è necessario che porti giù il suo modulo, se la cosa le dà fastidio, ma la donna, risentita, gli chiede se non fosse il caso che anche lei rimanesse a bordo di Moya, ma alla fine, John lascia a lei la decisione finale. Sulla portaerei, Grayza prende un congegno da una scatola e lo applica sulla fronte di Braca, della quale non avrà ricordo, serve per metterla in contatto con Scrit, che vorrebbe catturare John, ma la donna gli dice di apprendere quanto più possibile sul pianeta. Dopodiché, l'alieno si mimetizza di nuovo e Braca si risveglia e Grayza gli ordina di effettuare un controllo dei sistemi di armamento che siano in grado di distruggere un pianeta. Su Moya, D'Argo e John parlano del fatto che prima che i terrestri si siano messi d'accordo su chi andrà o meno nello spazio, loro se ne saranno già andati. Aeryn porta Jack a fare un giro sul suo predatore e gli fa visitare Saturno, e le dice che John fa molta fatica a riadattarsi. Aeryn gli dice che secondo John, terrestri e sebaceani hanno qualcosa in comune e secondo Jack è probabile, e le dice anche che John prova qualcosa per lei. Sikosu si altera perché vogliono analizzarla, ma lei non è per niente d'accordo e se ne vuole tornare su Moya, mentre Noranti e Chiana cantano canzono natalizie e Rygel “mangia”. Jack è molto entusiasta del giro fatto con Aeryn, ma John gli parla di Holt, che continua ad ostacolarlo sul piano di condivisione tecnologica e sulla selezione degli esploratori e chiede un po' di appoggio da parte delle conoscenze del padre, che però glielo nega. John è con D.K., che non riesce a capire tutte le modifiche che sono state fatte al suo modulo e chiede a John di aiutarlo a capire, ma purtroppo lui non ne sa più di tanto, li ha solo installati. D.K. e sua moglie, con una scorta, temono che John nasconda un segreto, quando vengono attaccati da Scrit che uccide la guardia e contatta Grayza per dirgli che è arrivato il momento di catturare Crichton, dopodiché li uccide. John sta sfogliando un vecchio album di foto e con la sorella dice che gli manca la madre. E poi le dice che non può fidarsi di suo padre perché ciò che saprebbe lui in automatico lo saprebbe anche il governo. Aeryn torna a casa dopo aver fatto un sacco di compere e D'Argo la informa che in giardino c'è Bobby che intervista Caroline. Aeryn esce e le due donne parlano di John. Caroline dice ad Aeryn che John è innamorato di lei, anche se lo nega a se stesso, e che ha ancora molto da imparare sugli umani. Sikosu è tornata da Scorpius seguendo il suo segnale. Questi sta unendo delle celle di carburante per trasformare la sua navetta in una bomba. Scorpius ha paura che qualcuno possa attraversare quel tunnel spaziale che conduce direttamente a John, un'esplosione lo renderebbe instabile e quindi inutilizzabile, questo, però, potrebbe significare la morte di Scorpius. Sulla Terra, nell'hangar, è stata indetta una conferenza, e D'Argo sta informando John che Sikosu è tornata da Scorpius con una navetta. Holt parla con Jack di far cambiare idea a John, perché il governo ha deciso di classificare la tecnologia aliena un rischio per la sicurezza nazionale e quindi confiscarla. Se in un primo momento era d'accordo, poi cambia idea e sostiene apertamente suo figlio. Dopo la conferenza, Jack e John vanno a casa, ma l'alieno si attacca alla loro auto. Aeryn riporta a Olivia i vestiti e i libri che le aveva prestato, la donna sembra intenzionata ad andarsene, nonostante Olivia le chieda di essere presente l'indomani per aprire i regali. Intanto, D'Argo porta via Chiana dalla riunione e, nel garage, trovano i corpi morti di D.K. e di sua moglie. Nel frattempo, Jack e John arrivano e Jack invita l'agente che li ha riportati a casa a fermarsi con loro. Aeryn parla con John e, in lacrime, gli chiede se vuole o meno che resti, ma quando lui le dice di restare, Scrit si materializza e colpisce prima l'agente, poi Olivia e poi Jack. Aeryn inizia a sparargli addosso, poi scompare e riesce a catturare John e finiscono per cadere di sotto, dove Aeryn spara al lampadario e l'alieno rimane fulminato, ma non muore. L'arrivo tempestivo di D'Argo con “Lola” lo annienta definitivamente, ma Braca, che era collegato, riceve una bella botta, ma Grayza riesce a non fargli capire nulla di quanto accaduto. Fortunatamente, sia Olivia che Jack stanno bene, solo qualche ammaccatura. Tutti, tranne John, sono tornati su Moya e stanno sistemando ciò che hanno preso sulla Terra. Aeryn ferma Noranti e le chiede cosa sia quella cosa che John aveva con se e, dopo molte insistenze, le dice che serve a far andare avanti e a dimenticare. Intanto John è con la sorella, che gli dà un anello che la madre aveva lasciato a lei, ma che vuole che abbia lui, poi cerca di convincerlo a non andarsene, poi si salutano. Anche suo padre Jack lo prega di non andarsene, che proteggeranno il tunnel dagli invasori, ma John deve finire una cosa. Jack ha paura che non rivedrà mai più suo figlio, ma John gli promette che un giorno ritornerà. Dopo essersi salutati, John si allontana e se ne va.
- Guest Star: Raelee Hill; Melissa Jaffer; Kent McCord; Rebecca Riggs; David Franklin; Murray Bartlett; Geoff Morrell; Sarah Enright

## Non fidarsi è meglio
- Titolo originale: Twice Shy
- Diretto da: Kate Woods
- Scritto da: David Peckinpah

### Trama
Una nave commerciale si trova a bordo di Moya, e Noranti sta contrattando sul prezzo di alcune mappe del territorio, mentre i rapporti tra Aeryn e John risultano alquanto tesi. Noranti conclude l'affare, ma i commercianti, prima d'andarsene, fanno loro un'ultima offerta, una ragazza, Tanika. Chiana si mostra subito interessata alla cosa e vuole “acquistarla” per renderle la libertà. Nonostante i pareri contrari di tutti, Chiana ottiene che la ragazza resti a bordo di Moya, ma questa tenta di scappare, venendo fermata da Scorpius. D'Argo l'affida alla custodia di Chiana che l'accompagna nella sua stanza. I commercianti hanno lasciato Moya, mentre Aeryn e John continuano a discutere. La donna se ne va dopo averlo colpito, ma John la segue e discutono ancora. Alla fine le dice che assumeva quella roba per dimenticarla e che è pazzo di lei, ma lei se ne va. Intanto Chiana è con Tanika, alla quale ha dato delle nuove vesti e le due sembrano avere un feeling particolare tanto da baciarsi, ma vengono interrotte da Aeryn che prende Chiana da una parte per farle la predica. Tanika è andata da John e finiscono per parlare di Aeryn e del sentimento che li lega. In sala comando, D'Argo sta dando un'occhiata alle mappe che sono molto dettagliate, ma poi scopre che Rygel ha imbrogliato i commercianti e ora teme ch questi possano tornare indietro per vendicarsi. Lo sta per strozzare, ma John glielo impedisce e chiede a Pilota di provare a mettersi in contatto con loro per risolvere il “malinteso”, nonostante le difficoltà nelle comunicazioni. D'Argo incontra Tanika e la rimanda nella sua stanza in malo modo, mentre Sikosu è con Scorpius e gli fa notare come tutti si stiano comportando in modo strano. Intanto, Chiana vuole “cavalcare” John, ma vengono interrotti dall'arrivo di Scorpius. Una volta che la ragazza se ne va, Scorpius cerca di far capire a John dello strano modo in cui si comportano e che solo lui e Noranti sembrano rendersene conto, ed entrambi pensano che la causa di tutto sia Tanika, che non si trova nel suo alloggio, ma viene localizzata al livello tre, in sala manutenzione. John e Aeryn la raggiungono, ma la ragazza si nasconde e, quando si mostra loro, emette un tremendo grido e li attacca sotto forma di grosso ragno. Al loro risveglio, la ragazza è sparita di nuovo e sono intontiti con dei segni sul viso. D'Argo accusa Chiana di averla portata a bordo, mentre John li avverte di fare attenzione perché Tanika è molto pericolosa e potrebbe essere ovunque, quando sentono urlare. Sikosu la vede e questa inizia ad inseguirla. Nonostante tenti di seminarla, Tanika la raggiunge e le strappa un braccio e una gamba. Scorpius e Noranti la trovano, ma fortunatamente sono in grado di riattaccarle gli arti. Noranti le spiega che la creatura si nutre di energia neurale, e scopre che Sikosu ne è immune, ma Scorpius è infetto, e le promette che vendicherà ciò che le hanno fatto. John e Aeryn devono assolutamente trovarla. Nel frattempo, anche Rygel, D'Argo e Chiana sono stati infettati. Pilota ha mandato i DRD a cercarla, ma ancora non l'hanno trovata, e gli comunica che i commercianti stanno tornando indietro, ma che le comunicazioni non funzionano. Chiana fa notare a tutti i loro cambiamenti: Rygel non è più avido, John si è arreso e D'Argo non è più arrabbiato, mentre lei ha perso la sua carica erotica. Noranti sta riattaccando le parti a Sikosu, mentre John chiede a Pilota se i commercianti hanno risposto alle loro chiamate, ma questi gli dice che la loro nave sembra andare alla deriva, al che, D'Argo fa gettare la rete d'attracco per portarli a bordo. Aeryn si arrabbia con Chiana, e si rendono conto che tutti i commercianti sono morti a causa dei morsi di Tanika, e che presto toccherà anche a loro. Aeryn, D'Argo e Chiana salgono a bordo della nave e guardano un videomessaggio in cui spiegano che la ragazza fa parte della famiglia degli aracnidi Voluxiani. Nel frattempo, Noranti risveglia Sikosu, e Scorpius è con lei, ma la sua parte scarram sta prendendo il sopravvento e Noranti decide di addormentarlo. I DRD avevano rilevato Tanika, ma non hanno idea di dove abbia nascosto i globi energetici. Tutti sono d'accordo nel ritrovare la ragazza e i globi prima possibile. John, rimasto solo con Aeryn, lamenta del fatto che loro due non abbiano mai avuto la possibilità di stare insieme, e che forse non l'avranno mai. Intanto, Tanika è salita a bordo della nave commerciale riattivandone i motori, ma Pilota non fa in tempo a chiudere le porte, la ragazza è già uscita. D'Argo, Aeryn, Chiana e Rygel, a bordo di Lola partono all'inseguimento, mentre John rimane su Moya perché si sente troppo debole. Una volta raggiunta la nave, sospettano che possa trattarsi di una trappola, ma decidono di salire ugualmente a bordo, lasciando però Rygel a bordo di Lola. Sulla nave, vedono che è stato inserito il pilota automatico, e quindi, Tanika, in realtà non ha mai lasciato Moya, e ora tocca a John ritrovare i globi. Noranti cerca i tutti i modi di far reagire John e gli dice che vogliono sfruttare Scorpius per stanare Tanika e farsi portare da lei ai globi, dal momento che lei è la sola a sapere dove siano. Tanika incontra Noranti e vuole che le dica dove si trova Scorpius perché sta morendo di fame e, nonostante non glielo voglia dire, lei lo trova ugualmente e inizia a mangiarselo. Silos avvisa John che Tanika ha trovato Scorpius, e poi la segue fino ai globi. John la raggiunge e, mentre Sikosu cerca di recuperare i globi, lui si occupa della ragazza, fino ad infilarle un'arma in bocca e far fuoco uccidendola. Quando tutto è finito, Noranti prepara una deliziosa “zuppa di ragno”, molto apprezzata sia da Rygel che da D'Argo. Sikosu e Scorpius stanno parlando e lei gli chiede se per lui è peggio che loro abbiano visto il suo lato scarram o che lui si sia ricordato di averlo, ma lui le risponde che sa esattamente chi è; mentre Aeryn rimprovera a John di averle mentito riguardo all'uso della droga, quando John chiede a Pilota di spegnere tutti i comunicatori per un controllo, e le dice che la chiave di tutto è lei, che se Scorpius scoprisse che lei aspetta un figlio la userebbe per raggiungere i suoi scopi. Aeryn gli da del paranoico perché John pensa che Scorpius li controlli tramite i comunicatori, quando questi riattiva inspiegabilmente il suo, al che se ne capacita e dice a John che tra loro è tutto finito, ma alla fine i due si baciano.
- Guest Star: Raelee Hill; Melissa Jaffer; Paula Arundell; Chris Pitman; Walter Grkovic

## Duello mentale
- Titolo originale: Mental as Anything
- Diretto da:
- Scritto da:

### Trama
B
- Guest Star:

## Dacci oggi il nostro faro quotidiano
- Titolo originale: Bringing Home the Beacon
- Diretto da:
- Scritto da:

### Trama
D
- Guest Star:

## Una costellazione di dubbi
- Titolo originale: A constellation of doubt D
- Diretto da:
- Scritto da:

### Trama
M
- Guest Star:

## Preghiera
- Titolo originale: Prayer
- Diretto da:
- Scritto da:

### Trama
G
- Guest Star:

## Attrazione fetale - Siamo proprio fottuti Parte1
- Titolo originale: Fetal attraction - We're so screwed P. 1
- Diretto da:
- Scritto da:

### Trama
B
- Guest Star:

## Nel cuore di Katratzi - Siamo proprio fottuti Parte2
- Titolo originale: Hot To Katratzi - We're so screwed P. 2
- Diretto da:
- Scritto da:

### Trama
N
- Guest Star:

## La bomba - Siamo proprio fottuti Parte3
- Titolo originale: La bomba - We're so screwed P. 3
- Diretto da:
- Scritto da:

### Trama
L
- Guest Star:

## Pessimo tempismo
- Titolo originale: Bad Timing
- Diretto da:
- Scritto da:

### Trama
B
- Guest Star: